# Фарзалиев, Абдин Алескер оглы
Абдин Алескер оглы Фарзалиев (азерб. Fərzəliyev Abdin Ələsgər oğlu; род. 1967, Həmzəli, Нахичеванская АССР) — глава исполнительной власти Абшеронского района (с 2022).

## Биография
Родился в 1967 году в с. Шарур. В 1992 году окончил химико-биологический факультет Азербайджанского государственного педагогического университета.
В 2001 году окончил факультет государственного и муниципального управления Академии государственного управления Азербайджана.
С 1984 по 1985 год являлся рабочим Бакинского швейно-ткацкого комбината.
С октября 1992 по февраль 1993 года являлся корреспондентом газеты «Нахичевань».
С февраля по ноябрь 1993 года являлся начальником  организационного отдела благотворительного общества «Алинджа».
С ноября 1993 по август 1994 года являлся ответственным работником, главным инструктором организационного отдела центрального аппарата партии «Новый Азербайджан».
С сентября 1994 по февраль 1998 года являлся заместителем начальника, начальником управления подготовки кадров и по работе с территориальными подразделениями Министерства молодёжи и спорта Азербайджана.
С февраля 1998 по апрель 2003 года являлся начальником главного управления по молодёжи, спорта и туризма аппарата главы исполнительной власти г. Баку.
Глава исполнительной власти Низаминского района г. Баку (10 апреля 2003 — 21 декабря 2005).
Глава исполнительной власти Наримановского района г. Баку (21 декабря 2005 — 19 января 2022).
Глава исполнительной власти Абшеронского района (с 19 января 2022).
Член партии «Новый Азербайджан» (с января 1993).

## Награды
- Орден «За службу Отечеству» III степени (18 ноября 2017, за активное участие в общественно-политической жизни Азербайджана)[6]